# Кодрянка
Кодря́нка (рум. Codreanca) — село в Страшенском районе Республики Молдова. Является административным центром коммуны Кодрянка, включающей также село Лупа-Реча.

## История
До 22 августа 1968 года село Кодрянка носило название «Кобылка».
Согласно Спискам населенных мест Бессарабской губернии за 1859 год, Кобылка — резешское село при овраге и колодцах в 205 дворов. Население составляло 1080 человек (548 мужчин, 532 женщины). Село входило в состав Оргеевского уезда Бессарабской губернии. Имелась одна православная церковь.
По данным справочника «Волости и важнейшие селения Европейской России» за 1886 год, Кобылка — административный центр Кобылкской волости Оргеевского уезда.

## География
Село расположено на высоте 149 метров над уровнем моря.

## Население
По данным переписи населения 2004 года, в селе Кодрянка проживает 2066 человек (1013 мужчины, 1053 женщины).
Этнический состав села:
| Национальность | Число жителей | Процентный состав |
| -------------- | ------------- | ----------------- |
| молдаване      | 1998          | 96.71             |
| румыны         | 55            | 2.66              |
| украинцы       | 6             | 0.29              |
| русские        | 4             | 0.19              |
| гагаузы        | 1             | 0.05              |
| прочие         | 2             | 0.1               |
| Всего          | 2066          | 100%              |